# Semuliki Nationalpark
Semuliki Nationalpark er en nationalpark i Bwamba County, en fjern del af Bundibugyo-distriktet i den vestlige region i Uganda, som blev etableret i oktober 1993. Den har et areal på 219 km   af Østafrikas eneste tropiske regnskov i lavlandet. Det er et af de rigeste områder med blomster- og faunabiodiversitet i Afrika, hvor diversiteten af fugle- og sommerfuglearter er særligt stor. Parken administreres af Uganda Wildlife Authority.

## Beliggenhed
Semuliki Nationalpark ligger på Ugandas grænse til Den Demokratiske Republik Congo. Rwenzori-bjergene ligger sydøst for parken, mens Albertsøen ligger nord for parken. Parken ligger i Albertine Rift, den vestlige arm af den Østafrikanske Rift. Parken ligger på en flad til let bølgende plateau, der spænder fra 670 to 760 moh.
Parken har en gennemsnitlig nedbør på 1.250 mm, med mest nedbør fra marts til maj og fra september til december. Mange områder af parken oplever oversvømmelser i den regntiden. Temperaturen i parken varierer fra 18 til 30 °C, med relativt små daglige variationer.
Parken grænser op til floderne Semliki og Lamia, som er vandingssteder for mange dyr. I parken er der to varme kilder i en varm mineralsk sump. En af kilderne - Mumbuga-kilden - minder om en gejser ved at danne et 0,5 m højt springvand. De varme kilder tiltrækker et stort antal kystfugle og er en saltkilde  til mange dyr. 
Fra 1932 til 1993 blev området som nu er  Semuliki nationalpark forvaltet som et skovreservat, først af koloniregeringen og derefter af den ugandiske regerings skovafdeling. Det blev oprettet som nationalpark af regeringen i oktober 1993 for at beskytte skovene som en integreret del af de beskyttede områder i Great Rift Valley.
Parken er en del af en række af beskyttede områder i Albertine Rift. Andre beskyttede områder i netværket omfatter:
- Rwenzoribjergene  i Uganda
- Bwindi Impenetrable Nationalpark - I Uganda
- Kibale Nationalpark - I Uganda
- Queen Elizabeth Nationalpark - I Uganda
- Virunga Nationalpark - I DR Congo
- Volcanoes Nationalpark - I Rwanda

De besøgende i nationalparken kan studere  fugle, gå til savannens græsarealer, vandre af det 13 km Kirumia Trail, og besøge de varme kilder, hvor vandet er varmt nok til at tilberede æg.

## Flora og fauna
Området i Semuliki nationalpark er et særskilt økosystem inden for det større Albertine Rift-økosystem. Parken ligger i krydset mellem flere klimatiske og økologiske zoner hvilket giver en høj mangfoldighed af plante- og dyrearter og mange mikrohabitater. De fleste af plante- og dyrearterne i parken findes også i Congobassinets skove, hvor mange af disse arter når den østlige grænse af deres udbredelsesområde i Semuliki nationalpark. Vegetationen i parken er overvejende middelhøj fugtig stedsegrøn til løvfældende. Den dominerende planteart i skoven er muhimbi (Cynometra alexandri ). Der er også træarter af mere stedsegrøn karakter og sumpskovssamfund.
I parken findes mere end 400 fuglearter, inklusive lyrehalet honninggøg. 216 af disse arter (66 procent af landets samlede fuglearter) er ægte skovfugle, heriblandt den sjældne congodrossel (Geokichla oberlaenderi), Congobulbul (Phyllastrephus lorenzi) og ni arter af næsehornfugle. Parken giver levesteder for over 60 arter af pattedyr, herunder afrikanske bøfler, leoparder, flodheste, monaabe, vanddværghjort  galagoer, afrikansk civet, afrikansk elefant,  og Idiurus zenkeri (Idiurquiiusr). Ni arter af Dykkerantiloper findes i parken, herunder sortrygget dykkerantilope (Cephalophus dorsalis). Parken har otte primatarter og næsten 460 sommerfuglearter.

## Befolkning
Skovene i parken har stor socioøkonomisk betydning for befolkningen der bor i nærheden af parken. Lokalbefolkningen dyrker subsistenslandbrug og bruger parkens skove til at supplere deres levebrød. IIskovene finder de frugt og grøntsager, naturlægemidler og byggematerialer. Lokalbefolkningen vokser med en hastighed på 3,4 procent om året. Den høje befolkningstæthed og faldende landbrugsproduktivitet og manglende adgang til alternative indtægtskilder betyder, at lokalbefolkningen er afhængig af skovens ressourcer. Skoven spiller også en vigtig kulturel og åndelig rolle i lokalbefolkningens liv og er hjemsted for cirka 100 Twa folk, et indfødt samfund, der stadig stort set lever som jæger-samlere. Turisme giver Basua-folket en ekstra indtægtskilde, og besøgende lærer mere om Basua-folkets kultur og historie i parken og se deres håndlavede produkter.
Forvaltningsmyndighederne havde tidligere en praksis, der udelukkede lokalbefolkningen, hvilket skabte vrede blandt dem. Dette reducerede effektiviteten af bevaringspraksis og bidrog til flere ulovlige aktiviteter. Siden 1990'erne har Ugandan Wildlife Authority involveret lokalsamfundene i parkplanlægning.
Mellem 1997 og 2001 var der civile uroligheder i Bundibugyo-distriktet. Den 16. juni 1997 angreb de allierede demokratiske styrkers oprørere og overtog byen Bundibugyo og besatte parkens hovedkvarter. De mennesker, der boede i nærheden af parken, blev flyttet til lejre for internt fordrevne.